# ジョン・ウォロップ (第2代ポーツマス伯爵)
第2代ポーツマス伯爵ジョン・ウォロップ（英語: John Wallop, 2nd Earl of Portsmouth、1742年6月29日 – 1797年5月16日）は、グレートブリテン王国の貴族。1749年から1762年までリミントン子爵の儀礼称号を使用した。

## 生涯
リミントン子爵ジョン・ウォロップ（1718年 – 1749年、初代ポーツマス伯爵ジョン・ウォロップの長男）とキャサリン・コンデュイット（Catherine Conduitt、1721年頃 – 1750年4月15日、ジョン・コンデュイットの娘）の息子として、1742年6月29日に生まれた。1755年10月1日、オックスフォード大学よりDCLの学位を授与された。1762年11月22日に祖父が死去すると、ポーツマス伯爵の爵位を継承した。
父からアンドーヴァー選挙区とウィットチャーチ選挙区への影響力を継承したが、1774年までにウィットチャーチ選挙区での影響力を失った。
1797年5月16日に死去、長男ジョンが爵位を継承した。

## 家族
1763年8月27日、ユラニア・フェローズ（Urania Fellowes、1743年1月18日 – 1812年1月29日、コールソン・フェローズの娘）と結婚、3男2女をもうけた。
- ジョン（英語版）（1767年 – 1853年） - 第3代ポーツマス伯爵。子供なし
- ニュートン（英語版）（1772年 – 1854年） - 第4代ポーツマス伯爵、庶民院議員。子供あり
- コールソン（英語版）（1774年 – 1807年8月31日） - 庶民院議員。1802年4月4日、キャサリン・タウンリー・キーティング（Catherine Townley Keatinge、モーリス・キーティングの娘）と結婚
- ユラニア・アナベラ（1844年12月17日没）
- ヘンリエッタ・ドロシア（1780年 – 1862年6月10日） - 1816年1月19日、ジョン・コミンズ・チャーチル（John Comyns Churchill）と結婚